# 山形県立新庄北高等学校
山形県立新庄北高等学校（やまがたけんりつしんじょうきたこうとうがっこう, Yamagata Prefectural Shinjo Kita High School）は、山形県新庄市飛田にある県立の高等学校。略称は「新北」（しんきた）、「北高」（きたこう）。

## 概要
歴史
1900年（明治33年）に山形県立山形中学校（旧制中学校）の分校として開校。1902年（明治35年）に「山形県立新荘中学校」として独立し、1948年（昭和23年）の学制改革により、新制高等学校となった。当初は男子校であったが、1950年（昭和25年）の高校再編で高等女学校を前身とする高等学校と統合され、「山形県立新庄高等学校」となり、男女共学を開始した。1952年（昭和27年）には南北の2校に分割され、現校名の「山形県立新庄北高等学校」となった。2010年（平成22年）に創立110周年を迎えた。
設置課程・学科
全日制課程 普通科（1学年あたり5学級200名）
定時制課程 普通科 - 山形県立霞城学園高等学校 通信制課程との併修により、3年で卒業することが可能。
分校
最上校 - 全日制課程 普通科
- 所在地 - 山形県最上郡最上町大字向町字水上869-2（北緯38度45分45.1秒 東経140度31分43.7秒 / 北緯38.762528度 東経140.528806度）

校是
「文武両道・質実剛健」
校訓
「誠心誠意・穏健中正・質素簡約・勤勉力行・敏捷快活」
校章
旧制中学校卒業生によってデザインされたもので、雪の結晶をもとにしている。1948年（昭和23年）の新制高等学校発足時に制定された。
校歌
1954年（昭和29年）に制定。作詞は山本林、作曲は清水脩による。歌詞は3番まであり、校名は歌詞中に登場しない。
旧校歌（旧制中学校校歌）- 作詞は庄司重之、作曲は菅原熊吉による。同窓会総会等式典の際、現校歌と共に歌われる。
祝典歌・応援歌
「生徒会歌」・「応援団歌」・「我が精鋭」・「門出の歌」・「新高音頭」（壮行会等の選手退場の際に歌われる）
通学区
新庄市など最上郡が中心。尾花沢市などからの通学者もいる。
授業
55分で行われる。

## 沿革
旧制中学校時代
- 1900年（明治33年）
  - 3月1日 - 「山形県立山形中学校新庄分校」として設置。
  - 4月13日 - 温知尋常小学校内において開校式を挙行。この日を創立記念日とする。
- 1901年（明治34年）7月1日 - 校舎が完成し、移転を完了。
- 1902年（明治35年）4月1日 - 山形県立山形中学校から分離し、「山形県立新荘中学校」として独立。
  - 入学資格を尋常小学校を卒業した12歳以上の男子、修業年限を5年（現在の中1から高2に相当）とする。
- 1920年（大正9年）11月 - 記念館（柔道場）が校友会から寄付される。
- 1921年（大正10年）6月10日 - 火災により校舎を焼失。類焼をまぬがれた記念館と寄宿舎を仮校舎として授業を再開。
- 1922年（大正11年）9月10日 - 新校舎（復旧校舎）が完成し移転を完了。
- 1929年（昭和4年）9月13日 - 講堂が完成。
- 1931年（昭和6年）12月31日 - 寄宿舎を廃止。
- 1932年（昭和7年）1月 - 寄宿舎の一部を工作作業場に改造。
- 1936年（昭和11年）7月18日 - 剣道場が完成。
- 1940年（昭和15年）4月10日 - 増員のため、校舎を増築。
- 1943年（昭和18年）4月1日 - 中等学校令の施行により、この時の入学生から修業年限を4年とする。
- 1944年（昭和19年）- 勤労動員が開始。
- 1945年（昭和20年）
  - 3月 - 教育ニ関スル戦時非常措置方策により、修業年限4年施行が前倒しになったため、4年生と5年生の合同卒業式を挙行。
    - 本来、修業年限4年の施行は中等教育令が施行された1943年（昭和18年）に入学した生徒が4年を修了する1947年（昭和22年）に施行されるはずであった。しかし戦況の悪化により、中等教育令施行前に入学した1941年（昭和16年）および1947年（昭和17年）入学生にも修業年限4年が適用された。この時は1940年（昭和15年）に入学した5年生と1941年（昭和16年）に入学した4年生の合同卒業式が行われた。

  - 4月 - 学校での授業を停止。ただし勤労動員は継続される。
  - 8月 - 終戦。
  - 9月 - 授業を再開。
- 1946年（昭和21年）4月1日 - 修業年限が5年となる（ただし4年修了時点で卒業することもできた）。
- 1947年（昭和22年）4月1日 - 学制改革（六・三制の実施）が行われる。
  - 旧制中学校の募集を停止。
  - 新制中学校を併設し（以下・併設中学校）、旧制中学校1・2年修了者を新制中学校2・3年生として収容。
  - 併設中学校は経過措置としてあくまで暫定的に設置されたため、新たに生徒募集は行われず、在校生が2・3年生のみの中学校であった。
  - 旧制中学校3・4年生はそのまま在籍し、4・5年生となった（4年修了時点で卒業することもできた）。

新制高等学校
- 1948年（昭和23年）4月1日 - 学制改革（六・三・三制の実施）により、旧制中学校は廃止され、新制高等学校「山形県立新荘第一高等学校」（男子校）が発足。
  - 通常制普通課程を設置。入学資格を新制中学校を卒業した15歳以上の男子、修業年限を3年とする。
  - 旧制中学校卒業者（5年修了者）を新制高校3年生、旧制中学校4年修了者を新制高校2年生、併設中学校卒業者（3年修了者）を新制高校1年生として収容。
  - 併設中学校を継承し（名称:山形県立新庄第一高等学校併設中学校）、在校生が1946年（昭和21年）に旧制中学校へ最後に入学した3年生のみとなる。
  - 修業年限4年の夜間部（定時制普通課程）を併設。
- 1949年（昭和24年）
  - 3月31日 - 併設中学校を廃止。
  - 4月1日 -  工業課程を設置。最上農林高等学校を併設して農業課程（農林科）を設置。
- 1950年（昭和25年）
  - 4月1日 - 高校三原則に基づく公立高校の再編が行われる。山形県立新荘第二高等学校（女子校）と統合され、総合制高等学校「山形県立新庄高等学校」が発足。
    - 総定員が通常制（現・全日制）1500名、定時制600名（昼間400名・夜間200名）となる。5課程（普通・工業・商業・農業・家庭）を設置。
    - 旧第一高校の校舎を「北校舎」、旧第二高校の校舎を「南校舎」として使用を継続。
    - 男女共学を実施。

  - 8月 - 学級増加に伴い 2階建て4教室を増築。
- 1951年（昭和26年）10月7日 - 農業課程（農林科）が松本の新校舎に移転。
- 1952年（昭和27年）
  - 4月1日 - 統合を解消し、南校舎が山形県立新庄南高等学校として独立。これにより、「山形県立新庄北高等学校」（現校名）に改称。
    - 生徒定員は通常制900名となる（定時制は変更なし）。教育課程は4課程（普通・工業・農業・家庭）となる。

  - 11月 - 農林校舎が完成。
- 1954年（昭和29年）3月 - 工業科の製図室が完成。
- 1955年（昭和30年）5月 - 工業科の材料実験室が完成。
- 1957年（昭和32年）6月17日 - 工業科実験室が完成。
- 1958年（昭和33年）11月20日 - 体育館が完成。
- 1960年（昭和35年）
  - 3月31日 - 生徒昇降口が完成。
  - 4月1日 - 通常課程に家庭課程を設置。　　
  - 7月11日 - 弓道場が完成。
- 1961年（昭和36年）6月30日 - 保健室が完成。
- 1962年（昭和37年）4月1日 - 山形県立新庄工業高等学校の新設に伴い、工業課程の1・2年修了者が移籍。
- 1963年（昭和38年）4月1日 - 通常制を全日制課程、定時制を定時制課程、普通課程・農業課程・家庭課程を普通科・農林科・生活科に改称。
- 1966年（昭和41年）4月1日 - 新庄農高の新設に伴い農業科・生活科の1・2年修了者は移籍。
- 1973年（昭和48年）5月31日 - 新校舎（第1期工事）が完成。
- 1974年（昭和49年）
  - 3月31日 - 新校舎（第2期工事）が完成。
  - 7月18日 - 現在地に一部（管理棟・普通教室棟・特別教室棟）の移転を完了。体育館は旧校舎のものを使用継続。
  - 7月19日 - 授業を開始。
- 1975年（昭和50年） 
  - 3月20日 - 新グラウンドの基礎整備が完了。
  - 3月31日 - 体育館が完成し、校舎の全面移転を完了。
  - 4月26日 - 体育館が完成。　
  - 7月18日 - 同窓会館が完成。
- 1976年（昭和51年）4月20日 - 柔剣道場・弓道場・テニスコート・部屋・同窓会館への渡り廊下が完成。
- 1979年（昭和54年）4月1日 - 山形県立新庄農業高等学校から向町分校（普通科）が移管される。
- 1982年（昭和57年）3月24日 - 体育クラブ部室が完成。
- 1984年（昭和59年）5月13日 - 旧校舎跡地に記念碑を建立。
- 1985年（昭和60年）2月1日 - 平塚英吉賞が創設される。
- 1988年（昭和63年）
  - 3月25日 - 校舎（職員室・図書室・多目的室・被服実習室）を増築。　
  - 4月4日 - 山形県高校普通科教育活性化推進事業校に指定される。
  - 7月1日 - 食堂が開設される。
  - 10月31日 - 旧図書館をパーソナルコンピュータ室に改造。
- 1990年（平成2年）8月15日 - 創立90周年を記念して正門と東通用門が完成。
- 1993年（平成5年）11月24日 - グラウンドの改修が完了。
- 1995年（平成7年）1月4日 - 校舎の大規模改造が完了。
- 1997年（平成9年）4月1日 - 向町分校を最上校に改称。
- 1998年（平成10年）12月18日 - 「阿部五郎文庫」が贈呈される。
- 2000年（平成12年）
  - 8月10日 - 百周年記念会館が完成。
  - 9月9日 - 創立百周年記念式典を挙行。
- 2006年（平成18年）8月31日 - 体育館の耐震補強工事が完了。
- 2008年（平成20年）10月31日 - 同窓会館・柔剣道場の耐震補強工事が完了。
- 2009年（平成21年）11月30日 - 普通教室棟の耐震補強工事が完了。
- 2010年（平成22年）10月29日 - 管理棟・特別教室棟の耐震補強工事が完了。
- 2014年（平成26年）4月1日 - 最上校との間にキャンパス制[1]を導入[2]。
- 2026年（令和8年） - 新庄南高校と統合して、「山形県立新庄志誠館高等学校」が開校予定[3]。

## 年間行事
新入生歓迎会（4月）
入学式後、実質これが全校生が顔をあわせる初めての機会といえる。各部の部活動紹介などが行われ、運動部・文化部共に新入生獲得に向けて熱の入った紹介を行う。
クラスマッチ（7月）(2016年度より廃止)
競技は、バレーボールやソフトボール、バスケットボールなど。この時期には体育の授業でクラスマッチに向けてクラスごと・チームごとの練習が行われる。例年上位には3年生のチームが入るが、競技によっては1年生の初々しいチームが優勝することもある。
運動会（6月）
運動会は3年生を中心とした組の幹部メンバーで運営される。チームは生まれた月によって春夏秋冬の4チームに分けるという特徴的なもの。例年に夏組の人数が多く、冬組が少ないということが多い。時間がない分、組の結束力と幹部たちのリーダーシップが問われる。以前は、「学校創立記念行事」とされ、創立記念日に最も近い日曜日に開催されていた。開催日前日には各組趣向凝らした衣装、プラカード等で新庄駅から学校までパレードを行いＰＲを行った。「北高名物」とも呼ばれ、アイスモナカなどの露店も出店し大勢の市民が見物にきたものである。
北焔祭(8月)
所謂文化祭である。近年復活した。夏休み明けに、二日間開催される。1日目は主に文化部の公演、一般公開される2日目に有志企画、2年生のクラス企画、3年生の模擬店文化部の展示ブースなどが開かれる。どれも短い準備期間の中、気合の入った企画を生徒が用意している。なお、分校である最上校のブースもある。最上校ではこれとは別に独自の文化祭が行われている。
校内マラソン大会（10月）
新庄北高グラウンドをスタートし、鮭川村泉川･左道･新庄市升形を経由する市道・県道などをコースとして、男子は約13.5km、女子は約7.5kmを走る。このマラソン大会に向け、全学年で1ヶ月ほど体育の授業で長距離走の練習を行う。当日にはランナーに給水をしてくれる親切な沿道住民もいる。
修学旅行
二年次の課程に含まれる。韓国へ行った年もあるが、ほとんどの場合関西方面を選択する。主に京都、奈良の神社仏閣を見学する内容となる。
※新型コロナウイルス感染症の影響により、2020年度の修学旅行は中止、2021年度は宮城、岩手方面の修学旅行となった。

## 部活動
運動部
- バレーボール部
- 野球部 - 1955年（昭和30年）と1959年（昭和34年）の2度、全国高等学校野球選手権大会（夏の甲子園大会）に出場。
- サッカー部 - 1967年（昭和42年）にインターハイに出場。
- 柔道部 - 1956年（昭和31年）にインターハイに出場。
- 剣道部
- 弓道部
- 卓球部
- ソフトテニス部
- バドミントン部
  - 男子 - 山形県高総体で1950年（昭和25年）から1954年（昭和29年）まで5連覇
  - 女子 - 山形県高総体で1950年（昭和25年）から1972年（昭和47年）まで18連覇。1952年（昭和27年）に第7回国体に出場し団体で準優勝。
- バスケットボール部　- 1980年（昭和55年）に男子がインターハイに出場。
- スキー部
  - 2005年（平成17年）にインターハイで7位入賞。
  - 2011年（平成23年）2月に第60回全国高等学校スキー大会 女子リレーで優勝・女子10kmで優勝。
- 陸上競技部
- ソフトボール部

文化部
- 文芸部 - 文学班と語学班に分かれる。2015年(平成27年)に第30回全国高等学校文芸コンクール部誌部門において奨励賞受賞。
- 科学部
- 吹奏楽部 - 2005年（平成17年）に全日本マーチングコンテスト全国大会に出場。
- 演劇放送部
- 書道部
- 音楽部
- 美術部
- 茶道部

その他
- 2006年（平成18年）、全国高等学校クイズ選手権全国大会に生徒3名が出場。
- 2015年、全国青少年読書感想文コンクールにて生徒が文部科学大臣賞受賞。

## 交通アクセス
最寄りの鉄道駅
- 本校 - JR東日本 「新庄駅」
- 最上校 - JR東日本 「最上駅」

## 著名な出身者
- 阿部美佳（脚本家）
- 伊藤茂（第67代運輸大臣、衆議院議員（8期）、社会民主党副党首、同党幹事長）
- 岸宏一（厚生労働副大臣（第1次安倍改造内閣・福田康夫内閣）、総務大臣政務官（第1次小泉第1次改造内閣）、参議院議員（3期）、第3代山形県金山町長、金山町議会議員（1期））
- 岸善幸（映画監督、テレビプロデューサー）
- 熊谷瞳（YTSアナウンサー）
- ケーシー高峰（コメディアン）
- ビートきよし（コメディアン）
- 小磯國昭 （第41代内閣総理大臣、第100代陸軍大将、在籍は山形中学新庄分校当時）
- 小林武史（音楽プロデューサー、ミュージシャン）
- 栗田伸幸（群馬大学准教授）
- 佐々木康（映画監督）
- 信夫隆生（水産庁次長、農林水産技術会議事務局研究総務官、農林水産省関東農政局長）[4]
- 庄司永建（俳優）
- 菅登未男（俳優、タレント）
- 高橋榮一郎（第7代新庄市長、プロ野球選手）
- 近岡理一郎（第55代科学技術庁長官、衆議院議員（7期）、山形県議会議員（6期））
- 冨樫義博（漫画家）
- 武田晃（音楽家）
- 服部敬雄（山形新聞社主）
- 古瀬絵理（フリーアナウンサー）
- 松沢雄蔵（第39代行政管理庁長官、衆議院議員（9期）、真室川村長）
- 山尾順紀（第8代新庄市長、新庄市議会議員（2期）、僧侶）
- 柳家〆治（落語家）
- 伊藤亮太（NHKアナウンサー、元福島テレビアナウンサー）